# Albino Pitscheider

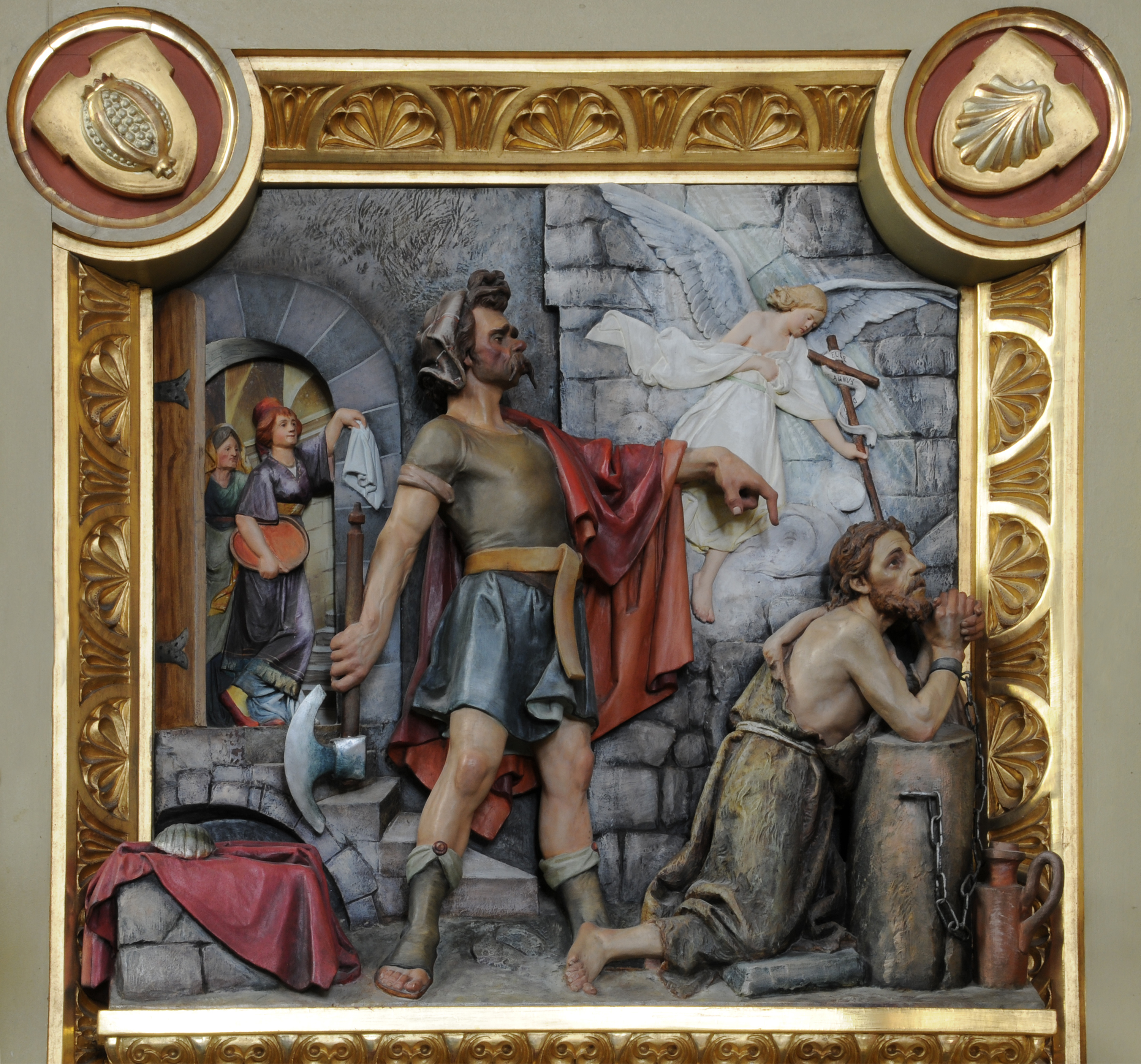
Die Enthauptung Johannes des Täufers von Albin Pitscheider in der Pfarrkirche St. Ulrich

Albino Pitscheider (auch Albin, Alwin oder einfach Bera Albino, * 30. November 1877 in St. Ulrich in Gröden; † 17. Februar 1962 in Wolkenstein in Gröden) war ein Grödner Bildhauer und Krippenschnitzer.

## Leben
Pitscheider war drei Jahre Lehrling bei Franz Santifaller in Sankt Ulrich und vier Jahre Geselle bei Johann Baptist Moroder. Auf Wanderschaft ging er zu Leopold Hofer in St. Pölten wie auch zu Hermann Josef Stark in Nürnberg. In den Jahren 1902–1903 arbeitete er in den Werkstätten der Firma Gebrüder Moroder in Offenburg/Baden.
1910 wurde er vertragsmäßiger Lehrer an der Fachschule für Zeichnen und Modellieren in Wolkenstein, wo er bis 1949 unterrichtete.
Zu Beginn des Ersten Weltkriegs wurde er in die Prothesen-Abteilung Wien abkommandiert. In weiterer Folge bewarb er sich um Aufnahme in die Kunstgruppe des k.u.k. Kriegspressequartiers, da er sich „zur Anfertigung der Kriegsartikel in Holz“ eigne. Am 20. Juli 1917 wurde er zu einer Besprechung ins Kriegspressequartier eingeladen, sein Aufnahmegesuch blieb jedoch unerledigt. Dennoch fertigte er mehrere Statuetten mit Kriegsmotiven an, welche heute im Heeresgeschichtlichen Museum in Wien aufbewahrt werden.
Pitscheider war mit Robert Moroder, Alex Moroder, Luis Piazza, Hermann Moroder, Gilo Prugger und Heinrich Moroder sen. Mitbegründer 1958 des Museum Gherdëina in St. Ulrich.
Im Kulturhaus „Oswald von Wolkenstein“ in Wolkenstein wurde dem Künstler der Ausstellungsraum Galaria Bera Albino gewidmet.

## Werke (Auszug)
- Statuette Bauer, 1900, Holz[2]
- Statuette Kriegsgefangener Russe, 1917, Lindenholz, 12,5 × 10 × 45 cm, Heeresgeschichtliches Museum, Wien
- Statuette Kriegsgefangener Serbe, 1917, Lindenholz stabverleimt, 13 × 9,5 × 44 cm, Heeresgeschichtliches Museum, Wien
- Statuette Kriegsgefangener Albaner, 1917, Lindenholz, 13 × 9,5 × 42,5 cm, Heeresgeschichtliches Museum, Wien
- Statuette Kriegsgefangener Russe, 1917, Lindenholz, 12,5 × 10 × 43,5 cm, Heeresgeschichtliches Museum, Wien
- Statuette Sitzfigur eines jungen Bauern, der seine Erntesichel dengelt, 1921, Holz, 17,5 × 21 × 12,5 cm[3]
- L’Aquila, Chiesa di Cristo Re (Madonna mit Christus), Palazzo Montecitorio, Rom
- Die Töchter des Künstlers Rosa, Paula und Annele vermachten dem Museum Gröden 120 Holzplastiken des Vaters.

## Ausstellungen
Eine Gedächtnisausstellung zum 25. Todestag fand 1987 im Museum Gröden statt.